# 诺尔德
诺尔德（1952年—），青海甘德人，藏族，中华人民共和国政治人物、第十二届全国人民代表大会青海地区代表。
毕业于青海民族学院藏语系藏语专业。担任青海省果洛藏族自治州人大常委会副主任。2008年起担任全国人大代表。2013年，担任全国人大代表。